# Néa Artáki
Néa Artáki, en grec moderne : Νέα Αρτάκη est un ancien dème et la deuxième ville la plus peuplée de l'île d'Eubée, en Grèce. Le dème est supprimé, en 2010, lorsqu'il est fusionné avec le nouveau dème des Chalcidiens.
Selon le recensement de 2011, la population du dème mais aussi de la ville compte 9 489 habitants.
La localité est située à 10 km au nord de Chalcis. Ces dernières années, l'expansion des deux villes a relié Néa Artáki au complexe urbain de Chalcis, lui donnant l'image d'une banlieue de Chalcis. Néa Artáki est le siège du dème  jusqu'à sa suppression. La localité reçoit son nom actuel lorsque des réfugiés d'Erdek en Asie Mineure,  Artáki en grec, s'y installent. Jusqu'alors, elle s'appelait Vatónda (Βατώντα). Le nom a été officiellement changé en 1933.